# Speak white
Speak white — выражение в англоязычных странах (особенно в США и Канаде), которое употребляли белые колонизаторы, услышав малопонятную им речь негров или индейцев на пиджине, креольских или автохтонных языках. Ругательство было позднее популяризовано в антиколониальной, антиимпериалистической, художественной, а затем и научно-исторической литературе как один из символов колониализма, ксенофобии, расизма и сегрегации.

## История
Выражение зародилось в американском английском языке юга США (см. Английский язык юга США), когда более образованные белые плантаторы насмехались над менее грамотной, чем у них самих, речью рабов-негров (см. американский вариант английского языка или эбоникс). Затем выражение перекочевало в Канаду, и его часто можно было услышать на улицах Монреаля, когда богатые англоязычные магнаты, составлявшие элиту города, выражали своё негативное отношение к французскому языку и франкоканадской культуре и истории города и народа, прозванного «белыми неграми Америки». На этой почве у части франкофонов Канады присутствовал комплекс неполноценности своего языка, на котором они долгое время стеснялись говорить в присутствии англофонов. Впоследствии, с ростом квебекского самосознания, появилось стихотворение франкоканадской поэтессы Мишель Лалонд «Говорите как белые» (1968 год), повествующее о положении народа в эпоху британской колонизации и направленное против империализма англо-квебекцев.